# Rotkugelturm
Der Rotkugelturm war ein Turm der im 13. und 14. Jahrhundert errichteten 5400 Meter langen äußeren Stadtmauer Aachens. Der Turm stand an der heutigen Beeckstraße wurde in der Mitte des 19. Jahrhunderts abgerissen, er musste im Jahre 1830 dem Bau einer Gasfabrik weichen.
Das ehemalige Verteidigungsbauwerk befand sich zwischen dem circa 100 Meter entfernten ehemaligen Stadttor Adalbertstor und dem Wirichsbongardstor.
Der Rotkugelturm besaß in der Literatur wechselnde Namen. So wurde er „Rothkugelsthurm“, „Ruekogelsthorne“, „Rohkogelsthurm“ oder „Schouenthorn“ genannt. Es wird vermutet, dass die im 14. Jahrhundert in Aachen lebende Familie Roytküygel dem Gebäude den Namen gab. Der Turm wird in der Literatur nur selten erwähnt und besaß nur geringe militärische Bedeutung.